# مايك نولان
مايك نولان (بالإنجليزية: Mike Nolan)‏ هو مدرب رياضي أمريكي، ولد في 7 مارس 1959 في بالتيمور في الولايات المتحدة.

## وصلات خارجية
- مايك نولان على موقع إن إن دي بي (الإنجليزية)